# 水桓
水桓（1409年—？），字廷圭，浙江寧波府鄞縣人，民籍，明朝政治人物，進士出身。

## 生平
正統六年（1441年）辛酉科浙江鄉試第十名，景泰五年（1454年）參加甲戌科會試第三百二十名，殿試登進士第三甲第九十五名。

## 家族
曾祖水先之，曾任元宣慰使、祖父水海、父亲水廉，曾任縣丞。